# Yingdong
Yingdong (chiń. upr. 颍东区; chiń. trad. 潁東區; pinyin Yǐngdōng Qū) – dzielnica miasta Fuyang w prowincji Anhui we wschodnich Chińskiej Republice Ludowej. Liczba mieszkańców dzielnicy, w 2010 roku, wynosiła 519 562.